# معهد ديزني
معهد ديزني هو ذراع التطوير المهني والتدريب الخارجي لشركة والت ديزني. تعرض الشركة «السحر وراء الأعمال» من خلال الندوات وورش العمل والعروض التقديمية، بالإضافة إلى برامج للمهنيين من العديد من الصناعات المختلفة، بما في ذلك الرعاية الصحية والطيران / الطيران والحكومة / العسكرية والأغذية / المشروبات والتجزئة.

## روابط خارجية
- معهد ديزني
- صور منتجع المعهد السابق
- تاريخ معهد ديزني